# Zalužany (Sambirský rajón)
Zalužany (ukrajinsky Залужани) je vesnice na západě Ukrajiny ve Lvovské oblasti a v Sambirském rajónu.

## Demografie
V roce 2001 žilo v vesnice 386 osob.

## Podnebí
Zalužany se vyznačují teplým a mírně vlhkým podnebím. V průběhu roku bývá značné množství srážek, ročně asi 693 mm. Nejsušším měsícem je únor se srážkami 35 mm. Většina srážek padá v červnu, v průměru 95 mm. Průměrná roční teplota v Zalužanech je 7,8 °C. Nejteplejším měsícem roku je červenec s průměrnou teplotou 17,8 °C. Průměrná teplota v lednu je -3,8 °C, což nejnižší průměrná teplota v průběhu roku. Rozdíl mezi srážkami mezi nejsušším a nejmokřejším měsícem je 60 mm. Průměrné teploty se během roku mění o 21,6 °C.

## Název
Původní název obce Tatary vznikl v 10. století; současný název Zalužany se užívá od roku 1965.

## Historie
Na okraji vesnice studovali osady měděného věku (3. tisíciletí př. n. l.). V roce 1537 dekretem polského krále Zikmunda I. ves získala jeho manželka, královna Bona Sforza, která zemi skutečně vládla, když od věřitelů koupila 77 vesnic Sambirského hospodářství za 25 025 zlatých. Během polsko-litevské personální unie byly Tatary pevnou součástí královského panství.
Po říjnové socialistické revoluci byla již 10. listopadu 1918 zformována ukrajinská „Veřejná komise“, která převzala moc. Didukh Ivan Fedorovič byl jmenován dočasným komisařem veřejné komise. 21. prosince 1918 se v budově školy konaly první ukrajinské volby. Byl zvolen stálý veřejný komisař místo dočasného, zástupce komisaře, členové rady, členové komise pro výživu a půdu a další. Ivan Didukh byl zvolen komisařem. Někteří obyvatelé se tehdy také zúčastnili aktuálních bojů. Mykhailo Savchyn a Oleksa Kostyuk odešli bojovat do ukrajinské haličské armády, Dmytro Burko bojoval v armádě Ukrajinské lidové republiky. 1. dubna 1938 byla vesnice Tatary převedena z obce Dorozhiv v okrese Sambir do obce Dublyany.

### Kostel Narození Panny Marie
Kostel ve vsi je poprvé zmiňován v roce 1565. Předchozí dřevěný kostel byl postaven v roce 1828. Faráři ve vesnici byli o. Klimaševskij (1825–1840), o. Jan Korostensky (1840–1872), který byl také tajemníkem ruské rady v Sambiru, o. Julian Platek (1875–1895), o. Mykola Nesterovich (1895–1920). V roce 1894 byl postaven stávající dřevěný kostel Narození Matky Boží. V letech 1920 až 1945 byl farářem o. Andrij Bardachivskij (15. července 1893 – 27. února 1945), který byl do své smrti též děkanem luchanského děkanství. Do roku 1946 byla farnost obce samostatná a byla součástí luchanského děkanátu diecéze Przemyśl-Sambir-Sanyc UHKC. Nyní je farnost Zalužany je filiální k farnosti u svatého Mikuláše ve vesnici Luka v diecézi Sambir-Drohobych.